# Johnson N. Camden
Johnson N. Camden (Lewis megye, 1828. március 6. – Baltimore, 1908. április 25.) az Amerikai Egyesült Államok szenátora (Nyugat-Virginia, 1881–1887 és 1893–1895).